# Deir el-Kahf
Deir al-Kahf, auch Qasr Deir el-Kahf, selten Dayr al-Kahf, lateinisch möglicherweise Speluncae, arabisch دير الكهف, deutsch Höhlenkloster, ist ein römisches Kastell am vorderen Limes Arabiae et Palaestinae, das während des Prinzipats entstand und während der Spätantike zum Quadriburgus erweitert wurde. Trotz vieler moderner Zerstörungen gilt die Anlage auch heute noch als eine der am besten erhaltenen in Jordanien. Sie diente als Vorposten in der unwirtlichen, ariden Klimazone der Syrischen Wüste an der äußersten östlichen Grenze des römischen Reiches. Die Fortifikation wurde an einer wichtigen Militärstraße errichtet, die unter anderem vom strategisch bedeutenderen südlich gelegenen Oasenkastell Qasr al-Azraq nach Norden führte. Deir al-Kahf befindet sich in Jordanien, im Gouvernement al-Mafraq.

## Lage
Das auf ebenem Grund errichtete Kastell befindet sich in der nordöstlichen Basaltregion am südöstlichen Rand des Hauran in einem Gebiet großer prähistorischer Basaltströme, die sich aus der durch Vulkanismus geprägten Basaltwüste des Jebel ed-Druze durch den südsyrischen Hauran bis nach Jordanien ergossen. Die isolierte, öde Lage der Militärsiedlung wirkt heute irritierend, doch Klimaveränderungen und die Nutzung menschlicher Bewässerungssysteme haben starken Einfluss auf die Möglichkeiten einer Region und können innerhalb eines kurzen Zeitraums vieles verändern. So berichtete schon der Schweizer Orientreisende Johann Ludwig Burckhardt (1784–1817): „Die Fruchtbarkeit des Bodens im Hauran hängt ganz von der Bewässerung ab.“ Der amerikanische Archäologe Howard Crosby Butler (1872–1922) konnte 1904 rund um das Kastell viele Spuren antiker landwirtschaftlicher Besiedlungen wahrnehmen. Des Weiteren wurden in der näheren Umgebung bereits durch den österreichischen Althistoriker Alfred von Domaszewski (1856–1927) und den deutsch-amerikanischen Philologen Rudolf Ernst Brünnow (1858–1917) einige Gräber entdeckt und photographiert, die in ihrer Ausgestaltung an die kleineren Gräber in Petra und an anderen nabatäischen Stätten erinnern. Dennoch konnte sich der israelische Historiker Ariel S. Lewin des Eindrucks nicht erwehren, dass Deir el-Kahf ein eher randständiger Grenzort an der Limesstraße war.
Das Land steigt vom großen, rund 55 Kilometer entfernten Kastell Qasr al-Azraq bis Deir al-Kahf um rund 500 Meter an. In einer relativ geringen Distanz von rund 45 Kilometern Luftlinie befand sich nordwestlich das Legionslager Bostra und die Strata Diocletiana. Unmittelbar westlich von Deir al-Kahf verlief eine wichtige römische Grenzstraße zur Oase Al-Azraq. Der schottische provinzialrömische Archäologe David L. Kennedy nannte diese Straße nach der von ihm vorgeschlagenen severischen Gründungszeit und aus Unterscheidungsgründen zu anderen Straßen in der Levante Via Severiana. Laut den Inschriften auf entdeckten Miliaria wurde die Trasse wahrscheinlich in den Jahren 208/210 während der Regierungszeit des Kaisers Septimius Severus (193–211) errichtet. Rund 15 Kilometer nördlich lag an der Via Severiana das Kastell Mothana im bereits syrischen Gouvernement as-Suwaida. Zur Sicherung der Straße hatte das römische Militär an strategisch günstigen Stellen Straßentürme wie den Qasr el-Huweinit errichtet. Die Deir al-Kahf am nächsten gelegene Garnison befand sich an einer Abzweigung der Via Severiana elf Kilometer nordöstlich im vorgeschobenen Kastell Deir el-Qinn. Neben dem Landweg war es dem Grenzschutz möglich, über das auf einem weithin sichtbaren Vulkanhügel errichtete Kleinkastell Qasr Aseikhin zwischen den beiden Kastellen Deir al-Kahf und Qasr al-Azraq mittels Signalen zu kommunizieren.
Vertikale Photographien aus dem Jahr 1953 zeigen im Norden und Westen des Kastells zahlreiche Spuren antiker Landwirtschaft. Heute wird das Land wieder bewirtschaftet und um die römischen Ruinen entstand im 20. Jahrhundert ein großes Dorf. Die Möglichkeiten eines extensiven Ackerbaus sind durch die lokale Feinerde gegeben, die sich zwischen Basaltblöcken in der Felswüste eingelagert hat. Eine prägende Pflanze ist das Tortuletum parnassicae, das sich in seiner optimalen Ausbildung auf kalkreichen Mergeleinschwemmungen zwischen den Basaltblöcken entwickeln und dichte Rasen bilden kann. Leben ermöglichten anders als in Al-Azraq mit seinen natürlichen Quellen, zahlreiche Wasserreservoirs und Zisternen sowie die Lage des Kastells zwischen zwei vom nördlich gelegenen Jebel el-Druze kommenden Wadis, die in geringer Entfernung westlich und östlich vorbeiführen und unmittelbar südöstlich der Anlage ineinandermünden. Kurz hinter dieser Mündung stauten die Römer das saisonale Wasseraufkommen der Wadis mithilfe eines heute noch genutzten Dammes an. Die größten Niederschlagsereignisse finden in der Region im Dezember statt. Der Ort befindet sich an der Grenze zwischen den Basaltböden und den fruchtbaren Feldern, die sich im Norden und Nordwesten bis auf das Staatsgebiet des modernen Syrien erstrecken, das nur 3 Kilometer entfernt liegt.

## Forschungsgeschichte
Burckhardt war zwar auf seinen Reisen zwischen 1810 und 1812 nicht selber in Deir el-Kahf, ließ sich aber darüber erzählen, dass es bei den Ruinen von El Kohf einen großen Tempel und viele Säulen gäbe: „Etwa vier oder fünf Stunden südsüdwestlich von Amman liegen die Ruinen von El Kohf (الكهف die ‚Höhle‘, …), mit einem großen Tempel und vielen Säulen.“ Von Domaszewski und Brünnow besuchten den Ort auf ihren Forschungsreisen im April 1898. Offensichtlich waren sie jedoch mehr an den von ihnen erstmals wissenschaftlich untersuchten Gräbern in der näheren Umgebung interessiert. Neben Photographien dokumentierten sie die Grablegen auch mit bemaßten Zeichnungen. Obwohl die beiden Wissenschaftler ansonsten jedes Kastell und jeden besuchten römischen Wachturm genau beschrieben, widmeten sie dem römischen Kastell von Deir el-Kahf keine Zeile.
Im Jahr 1899 brachen der französische Altorientalist René Dussaud (1868–1958) und der orientalische Sprachexperte Frédéric Macler (1869–1938) zu einer Expedition auf, um die südsyrische Safa-Region und den Dschabal ad-Duruz methodisch zu erkunden. Dabei statteten sie auch Deir al-Kahf einen kurzen Besuch ab. Besonders wichtig waren für sie die damals noch existierenden Inschriften am Kastell.
Im Jahr 1904 begann die zweite Syrien-Expedition unter der Schirmherrschaft der amerikanischen Princeton University, die Butler leitete. Dabei war neben einem Topografen unter anderem auch der deutsche Orientalist Enno Littmann (1875–1958) zugegen, der neben vielen anderen Tätigkeiten für eine weitere Übersetzung der Inschriften am Kastell Deir el-Kahf sorgte. Besonders schockiert zeigten sich die Expeditionsteilnehmer über die schon damals im großen Stil begonnenen Verwüstungen der einheimischen Bevölkerung, um kostenloses Baumaterial zu gewinnen. Im Jahre 1909 legte Butler den ersten vollständigen Plan zum Kastell vor, der rund 100 Jahre Bestand hatte. Der österreichisch-britische Archäologe Aurel Stein (1862–1943), der den römischen Limes in Jordanien und dem Irak von 1938 bis 1939 besuchte, war 1939 mit seinen Untersuchungen vor Ort. Aufnahmen der Royal Air Force zeigen das Kastell 1939 noch ohne die zerstörerischen Einbauten, die bereits vor 1950 durch drusische Familien errichtet worden waren.
Auf den Spuren der Princeton-Expedition besuchte der kanadische Archäologe Frederick Victor Winnett (1903–1989) auf einer epigraphischen Studienreise im Oktober 1950 die Ruinen. Er musste jedoch feststellen, dass alle Inschriften, die 1904 dokumentiert wurden, beseitigt waren.
Im August und September 1976 fand eine umfassende Expedition des amerikanischen Provinzialrömischen Archäologen und Keramikspezialisten Samuel Thomas Parker (1950–2021) entlang der jordanischen Sektion des Limes Arabicus statt, die unter dem Namen Survey of the Limes Arabicus bekannt und finanziell durch die American Schools of Oriental Research getragen wurde. Parker sammelte dabei mit einer Mannschaft aus Wissenschaftlern an vielen Fundplätzen, darunter am Kastell Deir el-Kahf, mittels Feldbegehungen hauptsächlich keramisches Material. Ziel war es, durch eine an modernen Maßstäben gemessene Materialauswertung zu einem besseren Verständnis zu gelangen, was den Aufbau und die Entwicklung der römischen Grenzbefestigungen entlang der Wüste betraf.
Vom 15. Juli bis zum 18. August 1978 fanden unter der Leitung des australischen Provinzialrömischen Archäologen David L. Kennedy wissenschaftliche Untersuchungen römischer Militäranlagen im Nordosten Jordaniens statt, dabei konnte er das Kastell jedoch nur mit einem Kurzbesuch würdigen. Allerdings betreut Kennedy seit Jahrzehnten das von ihm gegründete luftbildarchäologische Projekt Aerial Photographic Archive for Archaeology in the Middle East (APAAME), bei dem auch Deir el-Kahf immer wieder angeflogen wird.
Im Rahmen seiner Studie zu den byzantinischen und islamischen archäologischen Plätzen im Hauran besuchte der britische Kunsthistoriker und Archäologe Geoffrey R. D. King 1980 das Kastell.
Im Jahr 2010 wurden die Ergebnisse einer seit 2002 laufenden Forschung im Rahmen des Ausgrabungs- und Restaurierungsprojekts am römischen Kastell Qasr Hallabat, das im rückwärtigen Limesraum stand, publiziert. Im Zuge dieser Arbeiten wurde auch ein Forschungsprogramm aufgelegt, das den Titel „Analyse und Dokumentation zu Bautechniken und architektonischen Typologien in der Übergangszeit von der Spätantike zur frühislamischen Zeit in Jordanien“ trug. Letzteres Programm wurde ab 2004 vom spanischen Kulturministerium durch die Stipendien finanziert. Die Leitung beider Projekte lag in der Hand des Architekten und Archäologen Ignacio Arce, unter anderem Lehrstuhlinhaber an der Deutsch-Jordanischen Hochschule in Amman. Sein Verdienst ist es, im Rahmen dieser Forschungen, das bis dahin lediglich vermutete severianische Kastell entdeckt zu haben.

## Name
Deir el-Kahf wird heute im Allgemeinen mit dem antiken Garnisonsort Speluncae übereingebracht, dessen Name in einer der wichtigsten Quellen für den spätantiken Limes, der Notitia dignitatum, einem Staatshandbuch, enthalten ist. Die ersten Überlegungen zu dieser Theorie stammten von Brünnow. Zum einen suchte Brünnow nach einer Möglichkeit, das bis dahin unbekannte Speluncae sinnvoll zu verorten, zum anderen war die Namensähnlichkeit zwischen dem heutigen und dem antiken Ortsnamen ausschlaggebend. Das arabische Wort „Kahf“ für lateinisch caverna, deutsch Höhle, ist gleichbedeutend mit dem lateinischen Wort spelunca, das ebenfalls „Höhle“ bedeutet.

## Baugeschichte

### Severisches Kleinkastell

Das severianisch-tetrachische Kastell nach dem Forschungsstand bis 2008

Zur Zeit der Severer entstand neben der gleichzeitig angelegten Straße ein erstes turmloses, quadratisches Kleinkastell. Dieses nahm nur ein Drittel soviel Platz ein, wie die spätantike Befestigung. Die 0,90 Meter breite Umfassungsmauer des Kleinkastells bestand aus einem sehr präzise gesetzten Basaltmauerwerk mit schmalen Fugen. Der nordöstlich-südwestlich orientierte Grundriss dieser quadratischen Fortifikation betrug rund 28 × 28 Meter (= 0,08 Hektar). Der einzige Zugang befand sich in der Nordostmauer. Nach den Untersuchungen Arces enthielt dieses frühe Kleinkastell bereits die heute noch im zentralen Innenhof des Quadriburgus sichtbare Zisterne, deren Decke einst von zwei zentralen quadratischen Pfeilern und Kragsteinen getragen wurde. Arce ging davon aus, dass das Material für den Bau des Kastells zumindest teilweise beim Anlegen des Wasserspeichers gewonnen wurde. Der Speicher befand sich zu dieser Zeit in der Nordwestecke des Kleinkastells. Die südwestliche und nordwestliche Umfassungsmauer der frühen Befestigung wurde beim Bau des spätrömischen Quadriburgus abgebrochen, die Nordost- und Südostmauer hingegen ist teilweise wiederverwendet worden.

### Diokletianischer Erweiterungsbau

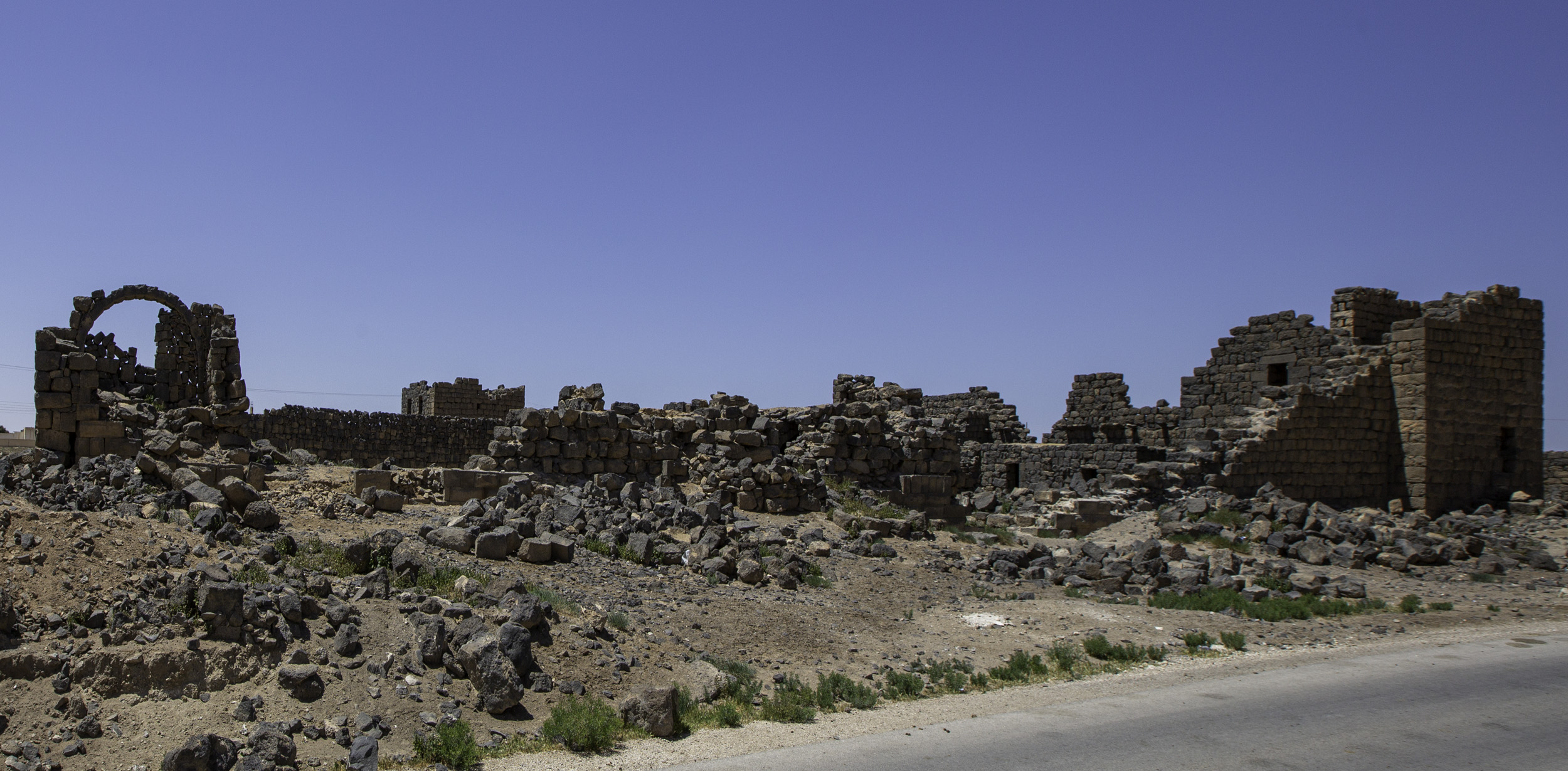
Die Kastellruine von Südosten im Jahr 2013. An dieser Stelle befand sich mittig das 1904 noch gut erhaltene Kastelltor.

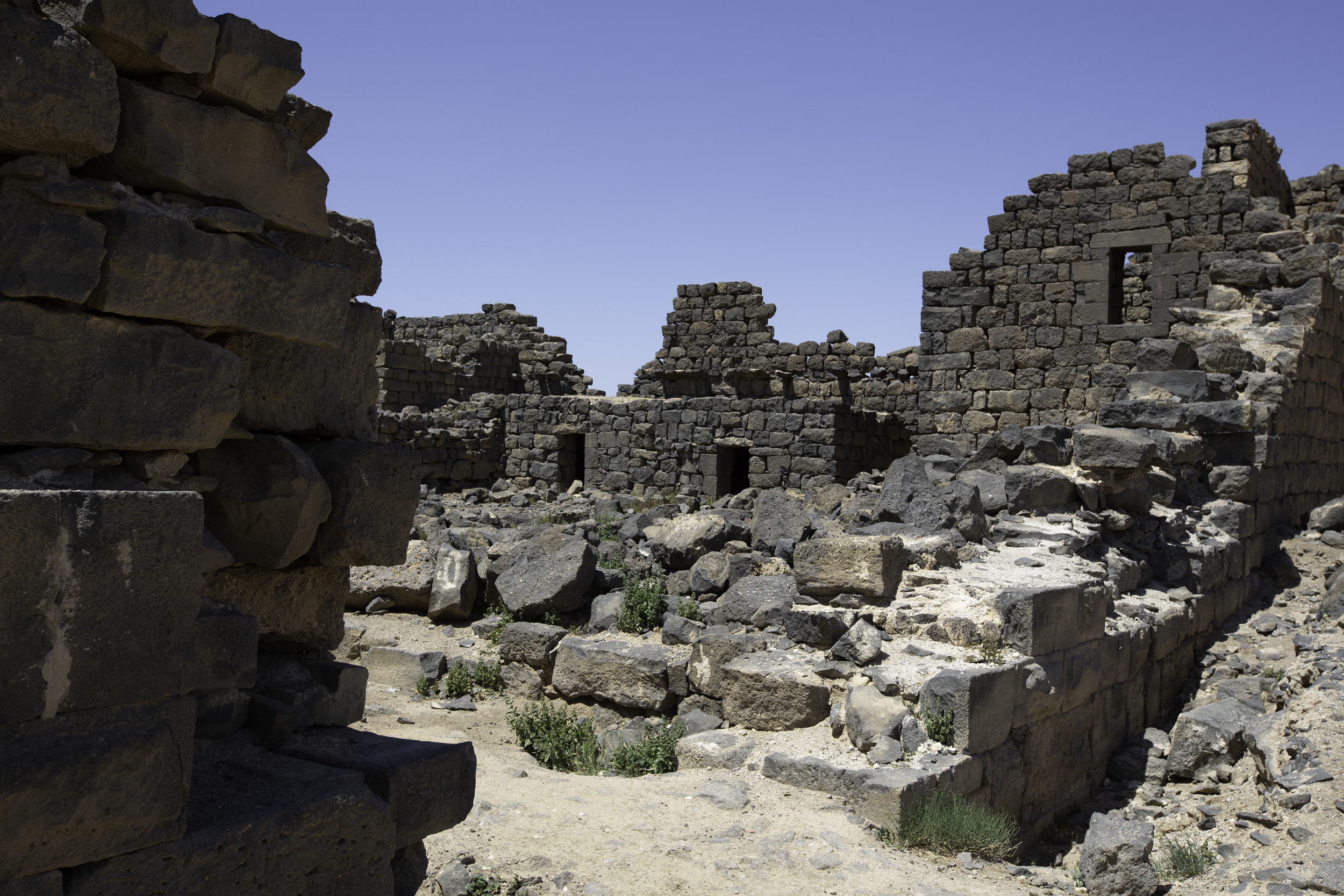
Blick von Südosten durch die zerstörte Umfassungsmauer in das Kastellinnere. Der einstöckige Einbau mit den beiden Türen ist neuzeitlich

In seinem Geschichtswerk Res Gestae des um 395 verstorbenen Ammianus Marcellinus beschreibt dieser die spätantike Provinz Arabia. Dort gebe es „… hervorragende Möglichkeiten für Handelsbeziehungen und stark ausgebaute große und kleine Kastelle, um die Angriffe der benachbarten Stämme abzuwehren … In diesen Gemeinden befinden sich auch einige große Städte, Bostra und Gerasa sowie Philadelphia, die durch die Stärke ihrer Mauern sehr sicher sind.“ Ammianus betont mit seinen Aussagen ganz besonders die Abhängigkeit des wirtschaftlichen Wohlstands von einem effektiven Grenzschutzsystem und zusätzliche rückwärtige Sicherungsmaßnahmen für die wichtigsten Großstädte.

#### Umwehrung
Das heute erhaltene, nordöstlich-südwestlich orientierte Bauwerk umfasst einen fast quadratischen Grundriss von rund 60 × 60 Meter (= 0,36 Hektar). Die Umfassungsmauern des Erweiterungsbaus sind rund 1,50 Meter stark und stellenweise noch bis zu 7,50 Meter hoch erhalten. Das im Gegensatz zur Garnison von Al-Azraq rund 50 Prozent kleinere Kastell Deir el-Kahf wurde aus dem anstehenden schwärzlichen Basalt errichtet. Die Mauern der spätantiken Anlage wurden im Gegensatz zum severischen Kleinkastell aus groben behauenen Basaltblöcken mit Kalkmörtelfugen errichtet. Eine ähnliche Bauweise kann unter anderem an den tetrarchischen Quadriburgi Qasr Hallabat im rückwärtigen Raum und am Grenzkastell Qasr Bshir beobachtet werden. Insbesondere an der nordöstlichen Umfassungsmauer blieb jedoch die ältere Bautechnik der Severerzeit noch deutlich sichtbar. Dort befand sich auch der spätrömische, einspurige Zugang zum Kastell, der mittig in die Wehrmauer gesetzt worden war. Dieses Tor besaß keine flankierenden Tortürme, wie dies bei anderen zeitähnlichen Anlagen der Fall gewesen ist. Während die nördliche Kurtine des Tores aus grob behauenen Blöcken besteht, die identisch zu denjenigen sind, die beim Bau der Türme sowie der nordwestlichen und der südwestlichen Mauer verwendet wurden, besteht der Mauerzug südlich des Tores aus einem sauber gearbeiteten Quadermauerwerk mit teils bossierten Steinen, die sorgfältig bearbeitete Oberflächen und enge, sehr genaue Fugen aufweisen. Einige der sauber bearbeiteten Steine weisen sogenannte „Steinmetzzeichen“ auf. Ging Kennedy 2004 an dieser Stelle noch von einer Reparatur oder Wiederaufbaumaßnahmen aus, konnte Arce nachweisen, dass dieser Mauerabschnitt von dem älteren, severischen Kleinkastell stammte und weitergenutzt wurde. Zu Beginn des 20. Jahrhunderts fanden sich noch deutlich erkennbare Spolien an der südöstlichen Ecke der Umfassungsmauer. Dort war sekundäres Baumaterial, darunter eine auf mehrere Steinblöcke verteilte Bauinschrift, wiederverwendet worden.
Die südöstliche Umfassungsmauer trägt die meisten Spuren des Umbaus und ist die am stärksten in Mitleidenschaft gezogene Wand des Bauwerks. An ihr sind die Unregelmäßigkeiten im Grundriss des Quadriburgus am deutlichsten zu erkennen. Insbesondere die Südostecke steht dabei im Mittelpunkt. Es lässt sich dort deutlich ablesen, dass unter teilweisem Behalt des sorgfältig gesetzten Mauerwerks der severischen Epoche ein neuer, eher grob gesetzter Mauerzug vorgeblendet wurde, um einen Flankierungsturm zu errichten, der ein vielfaches kleiner ausfiel, als die drei anderen quadratischen Ecktürme. Drei der vier Flankierungstürme sind rund 9 × 9 Meter groß, waren drei Geschosse hoch und ragen mit 1,50 Metern nur geringfügig aus dem Verband der Umfassungsmauer hervor. An den meisten Stellen war der Wehrgang über den zweiten Stock erreichbar. Die zwischen den Ecktürmen errichteten Kurtinen wurden an der nordwestlichen und nordöstlichen Flanke von je einem mittig eingesetzten Zwischenturm geteilt.
Aufgrund des Umbaus eines Kleinkastells zu einem wesentlich größerem Quadriburgus bei gleichzeitigem Erhalt von Teilen der älteren Strukturen, mussten die Architekten einige Kompromisse eingehen. Daher lässt die Erweiterung einige Unregelmäßigkeiten im Bauplan erkennen. So das Fehlen eines vollständig ausgeprägten Eckturms in der Südostecke, das Fehlen eines Zwischenturms an der Südostflanke sowie die Flankentürme am Toreingang.

#### Innenbebauung
Das Innere des Quadriburgus wird von einem rechteckigen Zentralhof beherrscht, um den sich entlang aller Kurtinen die Raumfluchten der regelmäßig angeordneten Kasernenbauten gliederten. Die Innenräume der einzelnen Mannschaftsstuben umfassten bei einer Höhe von ursprünglich zwei Stockwerken jeweils rund 6 × 4,50 Meter. Wie Dussaud und Macler nach ihrem Besuch 1899 berichteten, bestanden die Decken der Räume aus Steinplatten, die auf Konsolen ruhten. Trotz der eher bescheidenen Grundfläche des Kastells ermöglichte diese doppelgeschossige Bebauung eine umfangreiche Garnison. Zumindest die Erdgeschosse der drei nördlichen Türme könnten als Stallungen gedient haben und die einzelnen Stuben boten ausreichend Platz für 8 oder 10 Mann. So konnten zwischen 400 und 500 Soldaten sowie einige Pferde beziehungsweise Kamele in dem Bauwerk untergebracht werden. Das für den regulären Dienstbetrieb notwendige Wasser wurde in einer Zisterne gespeichert, die unmittelbar vor der Umfassungsmauer an der Südwestecke des Kastells errichtet wurde und die durch ein in die Kastellmauer eingelassenes Tor zugänglich war. Einer undatierten griechischen Inschrift zufolge war dieser offenbar nachträglich eingerichtete Wasserspeicher das Werk eines Lagerkommandanten namens Agrippa. Daneben gab es auch die offenbar noch aus severischer Zeit stammende Zisterne, die sich im zentralen Innenhof befand. Diese Zisterne besitzt heute keine Abdeckung mehr und besteht nur noch aus einer offenen und tiefen, quadratischen Grube. Weitere Zisternen und Wasserauffangbecken fanden sich nicht weit entfernt vor dem Kastell. Eine Reihe von architektonischen Bauelementen, darunter Säulenkapitelle, -sockel und -trommeln, die teils in der Innenhof-Zisterne sowie am westlichen Ende des Hofes gefunden wurden, deuten auf ein aufwendig gestaltetes Gebäude hin.

#### Kirche
Das einzige bekannte Bauwerk, das neben der severianischen Zisterne den Innenhof beherrschte, war eine nachträglich eingebaute Hallenkirche, die offenbar mit ihrer Apsis nach Nordosten, in Richtung des Kastelltores wies. Der Bau war nach dem historischen Plan, den Butler gezeichnet hatte, rund 24,50 Meter lang und rund 7,90 Meter breit. Zum Zeitpunkt der Reise von Dussaud und Macler im Jahre 1899 muss dieses Gebäude, dass sie als Praetorium ansahen, noch in einem gut sichtbaren Zustand gewesen sein, denn sie schrieben: „In der Mitte befindet sich die Unterkunft des Lagerkommandanten, die ein freistehendes Gebäude bildet.“ Keine andere Baustruktur im Kastell hat in der nachfolgenden Zeit so sehr unter dem einheimischen Steinraub gelitten.
Die Erforschung dieser an der Oberfläche heute nicht mehr erkennbaren Struktur gehörte zu den Schwerpunkten von Arces Untersuchungen und begrenzten archäologischen Sondagen am Kastell. Auf einem historischen Foto des französischen Jesuitenpaters und Luftbildarchäologen Antoine Poidebard (1878–1955) waren allerdings noch Spuren dieses Bauwerks auszumachen. Die Sondagen Arces zeigten signifikante Unterschiede zum ersten Bauplan des Kastells, der von Butler stammte. Abgesehen davon, dass die Mauerzüge nicht exakt symmetrisch zum Hof des Quadriburgus, sondern leicht gedreht angeordnet waren, konnten möglicherweise mehrere Bauphasen beobachtet werden. Der östliche Teil des Gebäudes war eine rechteckige, einschiffige Halle, die durch zwei Bögen gegliedert wurde. Dieser Raum konnte vom Innenhof aus durch eine in der Südostwand angebrachte Türe betreten werden. Nach Nordosten öffnete sich die Halle möglicherweise zu einer Apsis hin, die Butler in seinem Plan als „Presbyterium“ bezeichnete. Bei Arces Untersuchungen sah dieser Bereich jedoch durch die wohl nach Aufgabe des Kastells installierten Kalkbrennöfen stark verändert und gestört aus. Der Archäologe hielt es für möglich, dass sich die baulichen Reste zur Zeit von Butler noch in einem besseren Zustand befunden haben. Er konnte das genaue Aussehen dieses Chorraumes nicht eindeutig klären. Ein kleiner quadratischer Raum, der an die Nordwestwand angrenzte, scheint zeitgleich oder später angebaut worden zu sein. Dieser Raum besaß an seiner Nordostseite einen eigenen Zugang zum Innenhof. Südwestlich wurde an die Rückseite der einschiffigen Haupthalle ein weiterer quadratischer Raum angebaut. Er besaß ebenfalls einen eigenen Zugang in seiner Südostwand. Die sehr begrenzten Grabungen Arces konnten nicht klären, ob es eine unmittelbare Verbindung von diesem Raum in die Haupthalle gab.

## Offiziere und Truppe
Neben zwei namentlich gesicherten Lagerkommandanten im Rang eines Praefectus cohortis, die gleichzeitig als lokale Grenzschutzkommandeure verantwortlich waren, sind nur noch die beiden Truppenangehörigen Sozomenus (eigentlich: Sozomenos) und Quintus aus den Jahren 367/375 bekannt, die in der Militärverwaltung als scriniarii (Schreiber) Dienst taten. Sozomenos trug einen typisch griechischen Namen, während „Quintus“ der römischen Tradition entsprach. Zudem werden mit (Flavius) Maximinus (367/375 n. Chr.) und Silvinianus (348/349 n. Chr.) zwei Ducis Arabiae, Oberbefehlshaber der Provinz Arabia, genannt.
Das Kastell war möglicherweise als Vexillationslager für eine Elite-Kavallerieregiment gedacht. Sollte Brünnows Zuordnung des in der Notitia dignitatum genannten Namens „Speluncae“ auf Deir el-Kahf zutreffen, wären dort wie in der Grenzgarnison Kastron Mefaa die Equites Promoti Indigenae als Teil der römischen Streitkräfte in der Provinz Arabia stationiert gewesen. Lewin schrieb in Zusammenhang mit Mefaa, dass die Stationierung der Equites promoti indigenae Teil der Grenzschutzreformen im Nahen Ostens war, die während der Regierungszeit des Kaisers Diokletian (284–305) und seinem Mitkaiser Galerius (293–305) prädisponiert wurden. Dabei ließe sich jedoch nicht ohne weiteres entscheiden, ob es sich bei diesen Kavalleristen um Legionsangehörige gehandelt hat, oder, wie einige Hinweise nahelegen, um lokal ausgehobenes Militärpersonal.

### Grenzschutzkommandeure in Deir el-Kahf
| Name          | Rang                 | Zeitstellung | Bemerkung |
| ------------- | -------------------- | ------------ | --- |
| Priscus       | ἔπαρχος (Praefectus) | 348/349      | Unter Vorbehalt aus Deir el-Kahf, da seine Inschrift nicht direkt am Kastell gefunden wurde. Unter seiner Leitung wurde ein Wachturm errichtet.                         |
| Agrippa       | ἔπαρχος (Praefectus) | Spätantike   | Möglicherweise Ehemann der Damalis und Vater ihrer wohl als Kleinkind in Deir el-Kahf verstorbenen Tochter Eration. Er ließ eine Wasserleitung und eine Zisterne bauen. |
| Valentinianus | Praefectus cohortis  | 367/375      | Wird in Zusammenhang mit einer unbekannten Tätigkeit am Kastell genannt.                                                                                                |

## Wachturm
Rund 100 Meter nordöstlich des Kastells befindet sich ein kleiner Wachturm neben einem umfassten, ovalen Reservoir. Der Turm umfasst rund 2,28 × 1,8 Meter und ist immer noch mindestens sechs Meter hoch erhalten. Da dieser Turm in der unmittelbaren Nähe des Kastells militärisch wenig sinnvoll ist, ging Kennedy davon aus, dass er entweder älter war oder dass es sich um eine Ergänzung handelte, die dazu diente, den Zugang zum Wasser unmittelbar vor Ort zu sichern.

## Datierung

### Inschriften
Die wichtigsten Zeugnisse aus Deir el-Kahf, die eine gewisse Datierung und Erkenntnisse zum Militärpersonal möglich machen, sind heute alle verloren. Neben zwei datierbaren Bauinschriften, die 1904 dokumentiert wurden, gab es eine dritte, die rund 10 Kilometer weiter nördlich in dem syrischen Dorf Inat entdeckt wurde. Sie stammte nach Angaben der Einheimischen aus Deir el-Kahf, was jedoch nicht stimmen muss. Da es allerdings andere Belege dafür gibt, dass Dorfbewohner im heutigen Syrien nach Süden reisten, um Baumaterial von antiken jordanischen Stätten mitzunehmen, wurde diese Inschrift unter anderem im Corpus Inscriptionum Latinarum zu denen, die direkt in Deir el-Kahf aufgefunden wurden, hinzugenommen. Die Provinzdatierung bedeutet eine Entstehung des Textes in den Jahren 348/349 n. Chr.
Έπὶ τοῦ κυρἰου μου Σιλουινιανοῦ τοῦ

δ(ιασ)η(μοτου) δουκὸς ἐγἑνετο ὁ

πύργος, ἐκ προνοίας καἱ σπουδῆς Πρίσκου

ἐπάρχου. 'Έτει σμγ'.
Übersetzung: Unter meinem Herrn Silvinianus, dem vornehmsten Dux, wurde der Turm [pyrgos] errichtet, auf Anordnung und mit Hilfe des Lagerkommandanten Priscus. Im Jahr 243 (der Provinz).
Der militärische Provinzkommandeur Silvinianus, der Dux Arabiae, ist möglicherweise jener Flavius Salvinianus, der auch von Militärbauten in Khirbet el-Aradji und Rudayme am Wüstenrand nordöstlich von Schahba, dem antiken Philippopolis, bekannt ist.
Die nächste, 1904 noch dokumentierte, zerbrochene Inschrift wurde zwischen den Steinen vor der römischen Festung gefunden und könnte nach den Angaben Butlers vom Haupteingang des Kastells stammen. Allgemein wird diese Inschrift in der Wissenschaft als Gründungsurkunde des spätantiken Kastells definiert. Der in einen monolithischen Türsturz gemeißelte Text besaß einen als Tabula ansata ausgeführten Rahmen und ist heute verloren. Die Inschrift nennt als Entstehungsjahr das Jahr 201 der Provinz, dies wäre 306/307 n. Chr. Da aber bereits Konstantin der Große als Kaiser genannt wird, war dessen Vater, Constantius I., sein Amtsvorgänger, bereits tot. Er starb am 25. Juli 306 in Britannien. Sein Mitkaiser Severus wiederum wurde am 16. September 307 ermordet.
[Imperatoribus] Caesari(bu)s Fl(avio) Valerio

[Constantino e]t Gal(erio) Val(erio) Maximiano

[Piis Felic(ibus) in]vic(tis) Aug(ustis) et

[Fl(avio) Val(erio) Seve]ro et Gal(erio) Valerio

[Maximino no]b(ilissimis) Caes(aribus).

’Έτ(ονς) οα’.
Übersetzung: Den Kaisern und Caesaren Flavius Valerius Constantin und Galerius Valerius Maximianus Pius Felix den unbesiegten Augusti und Flavius Valerius Severus und Galerius Valerius Maximinus den höchstedlen Caesaren. Im Jahre 201 (der Provinz).
Eine undatierte griechische Inschrift wurde von Butler in situ kopiert. Die nach 1904 verschwundene Inschrift war auf der in den Zentralhof weisenden Außenseite eines Türsturzes angebracht, über den ein kleines Tor in der Südwestecke des Kastells zu der bereits erwähnten, wohl nachträglich eingebauten Zisterne führte. In den vertieft eingemeißelten Buchstaben fanden sich noch Reste roter Farbe.
Έπὶ Άγρίππου ἐπάρχου ἐγένε[το]

ὁ λάκκoς κ(αὶ) ὁ ἀγωγός.
Übersetzung: Unter dem Befehl des Lagerkommandanten Agrippa wurden Zisterne und Wasserleitung errichtet.
Der Kommandant Agrippa könnte aus einer weiteren nach 1904 verschwundenen Inschrift bekannt sein. Möglicherweise ist er derselbe, der seiner Tochter einen Grabstein errichtet hat, der mit einem leicht abgewandelten Christusmonogramm geschmückt ist. Statt einem griechischen Chi ist hier ein gleichachsiges Kreuz eingemeißelt. Der Stein wurde offensichtlich als Spolie auf der rechten Seite im Gewölbebogen des Eingangsportals zum Kastell verbaut. Die Buchstaben waren damals bereits flach und kaum lesbar. Έρατἰων ist eine falsche Schreibweise des Namens Έρἀτιον.
Χέρετε, [π]αῖ (Έ)ρατί-

ων Άγρ[ί]ππα δε[υ]-

τέρη, [καἰ μή]τηρ Δά-

μα[λις],

φίλα κ(ὲ) [ξ]ένη.
Übersetzung: Lebe wohl, Eration, zweite Tochter des Agrippa, und (ihrer) Mutter Damalis, geliebt und doch fremd.
Die jüngste datierbare Inschrift aus den Jahren 367 bis 375 bestand aus sieben Steinblöcken, war als Spolienmaterial nahe am Südostende der südwestlichen Umfassungsmauer verbaut worden und extra muros sichtbar. Auch sie wurde nach 1904 aus dem damals noch gut erhaltenen Mauergefüge ausgebrochen und ist verloren. Der nachfolgende Text entspricht der ursprünglichen Lesung durch Littmann, der die Bruchstücke erstmals vereinte und wurde so auch von Kennedy 2004 nochmals abgedruckt.
Der folgende erste Textteil wurde in eine zunächst leer angelegte Tabula ansata eingefügt, wobei einige Buchstaben über den Rand der Tafel hinausragten:
Salvis ac victoribus

d(ominis) n(ostris) Valentiniano

et Valente et Gratiano aeternis
Im Anschluss war die in fehlerhaftem Latein verfasste Inschrift auf mehrere Blöcke verteilt:
triunfatoribus

senper Augustis

hunc castellu(m) [i]n

[.....s]ede posit[um]

atque [ampli]a[t]um disposi[t]ione

Maximini v(iri) c(larissimi) com(itis) et ducis haec

monumenta <te>testa[n]tur,

insistentibus Valen[t]iniano prae[fect]o

[coh](ortis) et So[z]omeno

et Cointo

scriniari-

i[s].
Übersetzung: Für das Heil und die Siege unserer Herren Valentinian und Valens und Gratian, ewige Sieger, ewig Augusti, dieses Kastell […] verbleibt und unter der Oberaufsicht des erlauchten Maximinus, Comes und Dux werden diese Aufzeichnungen bezeugen, festgehalten durch Valentiniano, dem Kommandanten der Kohorte und durch die Schreiber Sozomenus und Quintus.
Der Provinzkommandeur Flavius Maximinus wird auch auf zwei militärischen Bauinschriften aus dem Jahre 368 n. Chr. in Umm al-Dschimal und auf einer Widmung an dieselben Kaiser von 364/367 in Dhibin erwähnt. Der kleine Ort befindet sich 35 Kilometer westnordwestlich an der Straße von Bostra nach Umm el-Quttein.

### Keramik
Von 1309 gesammelten Scherben konnte Parker bei seiner Untersuchung im Jahre 1976 insgesamt 150 näher untersuchen. Die chronologischen Perioden und Datierungen richten sich nach Parkers Darstellung von 2006.
| Anzahl | Zeitstellung               | Bemerkung                  |
| ------ | -------------------------- | -------------------------- |
| 5      | frührömisch II–IV          | ca. 37 v. Chr.–135 n. Chr. |
| 2      | spätrömisch I–II           | ca. 135–235                |
| 7      | spätrömisch III–IV         | ca. 235–324                |
| 2      | Wandscherben; spätrömisch  | ca. 135–324                |
| 22     | frühbyzantinisch I–III     | ca. 324–450                |
| 2      | Wandscherben; byzantinisch | ca. 324–636                |
| 42     | umayadisch                 | ca. 660–750                |
| 16     | ottomanisch                | 1516–1918                  |
| 20     | modern                     |                            |
| 9      | unbestimmt                 |                            |

## Nachrömische Entwicklung
Es gibt keinerlei Hinweise darauf, wie und ob die Entwicklung des Kastells tatsächlich nach seiner Aufgabe durch die byzantinischen Truppen weiterging. Möglicherweise hat der heutige Ortsname „Höhlenkloster“ etwas damit zu tun. Arce mutmaßte eine teilweise Nutzung der verlassenen Räume durch eine klösterliche Gemeinschaft. Möglicherweise wurde dieses spekulative Kloster irgendwann aufgelöst. Zur Zeit der Umayyaden scheint die Anlage nochmals genutzt worden zu sein. Vielleicht stehen die Kalkbrennöfen im Innenhof damit in Verbindung. Zu Beginn des 20. Jahrhunderts waren die Ruinen völlig unbewohnt. Doch schon die Teilnehmer der Princeton-Expedition unter Butler bemerkten „die Überreste antiker Mauern, welche die Felder voneinander trennten“. Diese Mauern reichten von Inat in Syrien bis nach Deir el-Kahf.
Wesentliche Zerstörungen an der antiken Bausubstanz gab es erst in der Zeit danach. Zwei von der Princeton-Expedition 1904 datierte und gezeichnete Bauinschriften waren zum Zeitpunkt von Steins Besuch im Jahr 1939 bereits nicht mehr vorhanden. Im Zuge großer Plünderungen und gezielten Steinraubs wurde viel Material als kostenlose Alternative weggeschafft, darunter alle einst sichtbaren Inschriftenblöcke. Um 1950 wurde das Kastell von mehreren drusischen Familien bewohnt, die die angrenzenden Felder mit Traktoren bearbeiteten. Die neueren Veränderungen sind in dem historischen Plan von Butler noch nicht enthalten. Insbesondere an der südwestlichen Umfassungsmauer wurde in die Kurtine südlich des Zwischenturms massiv eingegriffen. Dieser Abschnitt bis zum südwestlichen Eckturm wurde in der zweiten Hälfte des 20. Jahrhunderts fast vollständig von den Bewohnern des Kastells umgebaut. In die Umfassungsmauer wurde ein neuer Eingang geschlagen und ein Korridor zwischen zwei großen Räumen errichtet.